# Nusa Barung
Nusa Barung (auch als Nusa Barong bekannt) ist eine indonesische Insel vor der Südostküste von Java.

## Geographie
Die unbewohnte, dicht bewaldete Insel mit einer Landfläche von ca. 80 km² ist etwa 16 km lang und bis zu 6 km breit.

## Politik
Nusa Barung liegt in der indonesischen Provinz Jawa Timur (Ost-Java) im Kabupaten Jember.